# 福州基督教新教

## 历史
1847年1月2日，美国公理会差会派遣的传教士杨顺从暹罗曼谷到达福州，他是抵达福州的第一位新教传教士。他先在中洲租屋居住，他认为福州是一个富有潜力的传教中心，建议美国公理会差会迅速增援力量。几个月后曾经在暹罗同工的弼利民（Lyman Birt Peet）夫妇来到福州与他会合。
同年9月，美以美会差会的传教士来到福州。

## 教派
福州市的基督教信徒几乎全部属于6个主要教派：

### 地方教会
1922年，中国第一个地方教会（中洲基督徒聚会处）兴起于福州。

## 信徒
福州市的基督教信徒人数超过20万人（占全省1／3），其中在福清就约有10万人。

## 教堂

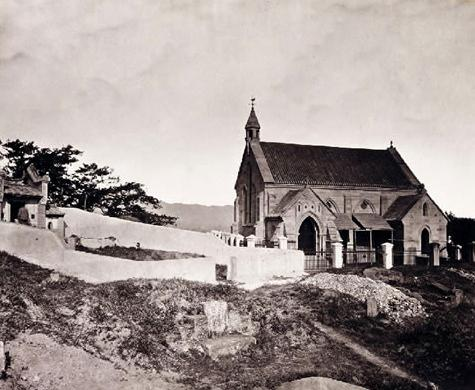
圣约翰教堂

清咸丰十一年（1860年）在榕外籍人士筹资在烟台山顶建成圣约翰教堂，俗称石厝教堂，产权属英国圣公会。
仓山：中洲堂、天安堂、上渡堂、小岭堂、施埔堂、马厂街堂、浦下堂、胪厦堂、城门堂、义序堂
鼓楼：花巷堂、观巷堂、洪山堂、大根堂、城守前堂
台江：苍霞堂、铺前堂
晋安：鼓山堂、鼓岭堂、东门堂、福兴堂、岭头堂
马尾：马尾堂、闽安堂、和平堂、康庄堂、快安堂
琅岐：琅岐堂、海屿堂
福清：福华堂、西大堂
长乐：城关堂
闽侯：甘蔗堂、南通堂
罗源：城关堂
闽清：城关堂
连江：城关堂
平潭：城关堂